# Randas Vilela Batista
Randas José Vilela Batista nasceu na cidade de Passos, Minas Gerais, em 1947. Formou-se em medicina na Universidade Federal do Paraná (UFPR), em 1972. Posteriormente, foi para os Estados Unidos para fazer residência médica.Estagiou em diversos países Canadá, Inglaterra e França.Após seu retorno ao Brasil, passa a exercer a medicina no Hospital Nossa Senhora das Graças em Curitiba/PR, posteriormente no Hospital Angelina Caron, em Campina Grande do Sul/PR.

## Cardiologia
O médico Randas desenvolveu oito técnicas para tratamentos cardíacos, consideradas revolucionárias. A mais conhecida delas é a "Operação Batista", que tira um pedaço do órgão para curar o coração hipertrofiado. O método excluiria, assim, a necessidade de um transplante. O procedimento o tornou famoso em todo mundo, mas existem alguns questionamentos sobre sua eficiência. Segundo informações da Sociedade Brasileira de Cirurgia Cardiovascular, a técnica teria se tornado obsoleta. Isso porque, transcorridos quatro anos da operação, somente 25% dos pacientes sobreviveriam.
Randas não considera verdadeiras essas informações. Segundo o médico, dados do Instituto do Coração (InCor), que realiza a cirurgia, apontam que a sobrevida 5 anos após a cirurgia é de 60%. Ele pontua ainda que a razão pela qual, nos Estados Unidos, não se realizar  procedimentos com o nome de "Cirurgia de Batista" é que a técnica é considera experimental por lá. Desta forma, o Poder Público não pagaria a cirurgia, sendo ao paciente interessado mudar a terminologia para "ressecção de aneurisma ventricular", que na prática é o mesmo procedimento, para ter o tratamento pago pelo Estado norteamericano.
As técnicas inventadas por ele lhe rendem até hoje homenagens em países da Europa e Estados Unidos. Nos EUA, ele foi considerado um dos quinze heróis mundiais da medicina, em uma listagem da revista Time e da rede de televisão CNN. Também teve seu nome gravado num memorial na Ilha de Kos (que homenageia o pai da medicina, Hipócrates), na Grécia.
Ele também é presidente da Fundação Vilela Batista que, em parceria com a holding japonesa Tokushukai, constroí no município de Apucarana, Paraná, aquele que deve ser um dos maiores hospitais cardíacos da América Latina.
Curiosamente, a técnica Batista está presente na cultura popular, no mangá "team medical dragon", que gira em torno da possível pioneira realização desta técnica cirúrgica no Japão.